# 大萼珍珠花
大萼珍珠花（学名：Lyonia macrocalyx）为杜鹃花科珍珠花属下的一个种。

## 扩展阅读
- 維基物種上的相關：大萼珍珠花